# Benzofuran
Benzofuran ist ein bicyclischer Heteroaromat und das Sauerstoff-Analogon des Indols. Es ist aufgebaut aus einem Furanring und einem anellierten Benzolring.

## Synthese
Aus Salicylaldehyd und Chloressigsäure entsteht in Gegenwart von Natriumhydroxid das Natriumsalz der 2-Formylphenoxyessigsäure, das durch Ansäuern mit Salzsäure in die freie Säure überführt wird. Diese wird mit Essigsäureanhydrid in Gegenwart von Eisessig und Natriumacetat zum Benzofuran umgesetzt.

## Aromatizität
Im Vergleich mit seinen Heteroaromat-Analoga nimmt die Aromatizität in der folgenden Reihenfolge zu: Benzofuran → Benzothiophen → Indol.

## Nachweis
Zum Nachweis von Benzofuran kann die Fichtenspan-Reaktion herangezogen werden. 